# Тарпин, Мелвин
Мелвин Харрисон «Мел» Тарпин (англ. Melvin Harrison "Mel" Turpin; 28 декабря 1960, Лексингтон, Кентукки, США — 8 июля 2010, там же) — американский профессиональный баскетболист.

## Ранние годы
Мелвин Тарпин родился в городе Лексингтон (штат Кентукки), учился в Лексингтонской школе Брайан-Стэйшн, в которой играл за местную баскетбольную команду.

## Студенческая карьера
В 1984 году Тарпин закончил Кентуккийский университет, где в течение четырёх лет играл за команду «Кентукки Уайлдкэтс», в которой провёл успешную карьеру, набрав в итоге 1509 очков, 730 подборов, 72 перехвата и 226 блок-шотов. При Тарпине «Уайлдкэтс» три раза выигрывали регулярный чемпионат Юго-Восточной конференции (1982—1984), один раз — турнир Юго-Восточной конференции (1984), а также четыре года подряд выходили в плей-офф студенческого чемпионата США (1981—1984). В сезоне 1983/1984 годов «Дикие коты» вышли в финал четырёх NCAA, где в полуфинале проиграли будущему победителю турнира, команде «Джорджтаун Хойяс» (40—53).

## Карьера в НБА
Играл на позиции центрового. В 1984 году был выбран на драфте НБА под 6-м номером командой «Вашингтон Буллетс», однако не сыграл за неё ни одного матча, а сразу был обменян в клуб «Кливленд Кавальерс». Позже выступал за команды «Юта Джаз», «КАИ Сарагоса» и «Вашингтон Буллетс». Всего в НБА провёл 5 сезонов. В 1984 году включался во 2-ю всеамериканскую сборную NCAA. Всего за карьеру в НБА сыграл 361 игру, в которых набрал 3071 очко (в среднем 8,5 за игру), сделал 1655 подборов, 183 передачи, 155 перехватов и 348 блок-шотов.
Свои лучшие годы в качестве игрока НБА Тарпин провёл в «Кавальерс», в рядах которых он выступал на протяжении трёх сезонов (1984—1987). Самым лучшим в его карьере был сезон 1985/1986 годов, в котором он сыграл в 80 играх, набирая в среднем за матч 13,7 очка и делая 7,0 подбора, 0,7 передачи, 0,8 перехвата и 1,3 блок-шота.

## Смерть
В 2000-х годах Тарпин работал в службе безопасности. 8 июля 2010 года он покончил жизнь самоубийством в своём доме в Лексингтоне, нанеся себе смертельное ранение из огнестрельного оружия. Причина его самоубийства до сих пор не известна и никогда не была обнародована, так как он не оставил предсмертной записки. На момент смерти ему было всего 49 лет.

## Статистика

### Статистика в НБА
| Сезон                                                                                    | Команда   | Регулярный сезон | Регулярный сезон | Регулярный сезон | Регулярный сезон | Регулярный сезон | Регулярный сезон | Регулярный сезон | Регулярный сезон | Регулярный сезон | Регулярный сезон | Регулярный сезон | Серия плей-офф | Серия плей-офф | Серия плей-офф | Серия плей-офф | Серия плей-офф | Серия плей-офф | Серия плей-офф | Серия плей-офф | Серия плей-офф | Серия плей-офф | Серия плей-офф |
| Сезон                                                                                    | Команда   | GP               | GS               | MPG              | FG%              | 3P%              | FT%              | RPG              | APG              | SPG              | BPG              | PPG              | GP             | GS             | MPG            | FG%            | 3P%            | FT%            | RPG            | APG            | SPG            | BPG            | PPG            |
| ---------------------------------------------------------------------------------------- | --------- | ---------------- | ---------------- | ---------------- | ---------------- | ---------------- | ---------------- | ---------------- | ---------------- | ---------------- | ---------------- | ---------------- | -------------- | -------------- | -------------- | -------------- | -------------- | -------------- | -------------- | -------------- | -------------- | -------------- | -------------- |
| 1984/85                                                                                  | Кливленд  | 79               | 45               | 24,7             | 51,1             | -                | 78,4             | 5,7              | 0,5              | 0,5              | 1,1              | 10,6             | 4              | 0              | 11,3           | 63,2           | -              | 50,0           | 2,0            | 0,0            | 1,0            | 0,3            | 6,3            |
| 1985/86                                                                                  | Кливленд  | 80               | 69               | 28,7             | 54,4             | 0,0              | 81,1             | 7,0              | 0,7              | 0,8              | 1,3              | 13,7             | Не участвовал  | Не участвовал  | Не участвовал  | Не участвовал  | Не участвовал  | Не участвовал  | Не участвовал  | Не участвовал  | Не участвовал  | Не участвовал  | Не участвовал  |
| 1986/87                                                                                  | Кливленд  | 64               | 1                | 12,5             | 46,2             | -                | 71,4             | 3,0              | 0,5              | 0,2              | 0,6              | 6,1              | Не участвовал  | Не участвовал  | Не участвовал  | Не участвовал  | Не участвовал  | Не участвовал  | Не участвовал  | Не участвовал  | Не участвовал  | Не участвовал  | Не участвовал  |
| 1987/88                                                                                  | Юта       | 79               | 0                | 12,8             | 51,2             | 33,3             | 72,4             | 3,0              | 0,4              | 0,3              | 0,9              | 5,9              | 7              | 0              | 4,4            | 33,3           | -              | 100,0          | 0,9            | 0,3            | 0,1            | 0,6            | 1,1            |
| 1989/90                                                                                  | Вашингтон | 59               | 12               | 13,9             | 52,6             | 0,0              | 78,9             | 3,7              | 0,5              | 0,3              | 0,8              | 4,7              | Не участвовал  | Не участвовал  | Не участвовал  | Не участвовал  | Не участвовал  | Не участвовал  | Не участвовал  | Не участвовал  | Не участвовал  | Не участвовал  | Не участвовал  |
|                                                                                          | Всего     | 361              | 127              | 19,0             | 51,6             | 11,1             | 77,7             | 4,6              | 0,5              | 0,4              | 1,0              | 8,5              | 11             | 0              | 6,9            | 53,6           | -              | 75,0           | 1,3            | 0,2            | 0,5            | 0,5            | 3,0            |
| Наведите курсор мыши на аббревиатуры в заголовке таблицы, чтобы прочесть их расшифровку. |           |                  |                  |                  |                  |                  |                  |                  |                  |                  |                  |                  |                |                |                |                |                |                |                |                |                |                |                |